# 들국화 (음반)
《들국화》는 대한민국의 밴드 들국화의 네 번째 정규 음반이며, 마지막 정규 음반이자 27년만에 재결합 후 첫 정규 음반이다. 음반 발매 2개월 전인 2013년 10월, 안타깝게 사망한 드러머 주찬권이 모든 녹음에 참여한 유작이면서, 원년 멤버로는 마지막 음반이자 신곡들로 구성되어 있어 더욱 각별한 의미를 전한다. 4집은 12월 3일 자정에 공개된 〈걷고, 걷고〉를 시작으로, 12월 6일, 신곡과 들국화의 이전 음반 수록곡 12곡이 담긴 리메이크 음반으로 구성된 2장의 CD로 구성된 총 19곡이 담겨있으며, 27년간 변하지 않은 들국화의 음악적 자아를 재현할 예정이다.
이 음반은 빠르고 간편한 최신 녹음 방식과는 다르게 합주 형태로 녹음을 진행하였다. 건축을 하듯, 곡의 뼈대를 구성한 이후에 살을 붙여 나가는 형태의 작업을 고수한 이번 음반에는 들국화라는 장인이 음악을 짓는 과정이 고스란히 녹아 있다. 또한, 들국화의 음악을 사랑하는 김광민, 정원영, 하찌, 한상원, 함춘호 등의 거물급 뮤지션들이 대거 참여, 들국화의 명곡을 재해석해 새롭게 탄생시켰다